# Dojkabacteria
Dojkabacteria es una clase candidata de bacterias recientemente propuesta, previamente conocido como WS6. Se han encontrado en una gran variedad de ambientes, principalmente en sedimentos de condiciones anaeróbicas. El número y diversidad de las secuencias genéticas encontradas en el medio ambiente implica una gran divergencia filogenética de esta clase, que estaría entre las más grandes de las bacterias. Esto sugiere que estos organismos presentan una amplia diversidad en bioquímica y metabolismo, muchos de ellos todavía sin descubrir. Este clase forma parte del grupo CPR o Minisyncoccota una extensa línea filogenética de bacterias recientemente descubierta.